# Contea di Union (New Jersey)
La contea di Union, in inglese Union County, è una contea del nord-est del New Jersey negli Stati Uniti. Il capoluogo è Elizabeth. Fa parte dell'area metropolitana di New York.

## Geografia fisica
La contea confina a nord con la contea di Essex, a est si affaccia sulla baia di Newark e ha un confine marittimo con la contea di Hudson, a sud-est si affaccia sullo stretto di Arthur Kill che la separa dalla contea di Richmond dello Stato di New York, a sud confina con la contea di Middlesex e a ovest confina con le contee di Somerset e di Morris.
Il territorio è pianeggiante fatta eccezione per l'area occidentale interessata dai rilievi collinari delle Watchung Mountains che raggiungono la massima elevazione nella contea con i 171 metri delle Berkeley Heights. Il fiume Rahway scorre da nord a sud nell'area centrale prima di piegare verso est per sfociare nell'Arthur Kill, segnando nella parte finale del suo corso il confine meridionale con la contea di Middlesex. Il fiume Passaic delimita il confine ovest, mentre il Green Brook quello di sud-ovest.
La contea è densamente popolata, specie nell'area orientale. Qui è situata la città portuale di Elizabeth, la quarta in ordine di grandezza dello Stato, e capoluogo della contea. A sud di Elizabeth è situata la città di Linden che è separata dall'Arthur Kill da Staten Island. Nell'angolo sud-occidentale della contea è situata la città di Plainfield. Altre città sono Rahway, situata sul fiume omonimo, e Summit.

## Storia
L'area fu comprata dai coloni inglesi ai nativi Lenape a metà del XVII secolo. La contea fu creata nel 1857. Deve il suo nome alla Union, come venivano definiti gli Stati Uniti al tempo, poiché era minacciata dalla Guerra civile americana.

## Comuni
- Berkeley Heights - township
- Clark - township
- Cranford - township
- Elizabeth (capoluogo) - city
- Fanwood - borough
- Garwood - borough
- Hillside - township
- Kenilworth - borough
- Linden - city
- Mountainside - borough
- New Providence - borough
- Plainfield - city
- Rahway - city
- Roselle - borough
- Roselle Park - borough
- Scotch Plains - township
- Springfield - township
- Summit - city
- Union - township
- Westfield - town
- Winfield - township

## Società

### Evoluzione demografica
Abitanti censiti